# ハンス・デルブリュック

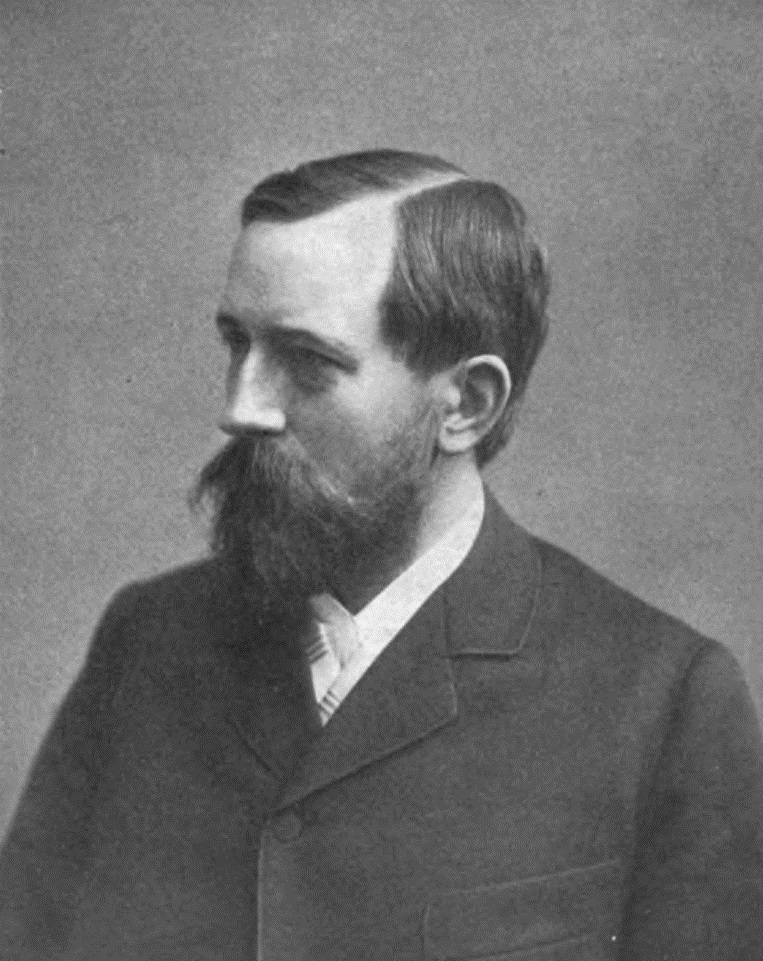
ハンス・デルブリュック

ハンス・デルブリュック（Hans Delbrück, 1848年11月11日 - 1929年7月14日）は、ドイツの歴史家、政治家。マックス・デルブリュック（生物物理学者、ノーベル賞受賞者）の父。 

## 生涯
デルブリュックはリューゲン島のベルゲンで生まれた。兄弟にエルンスト・デルブリュックと、化学者のマックス・デルブリュックがいる
ハイデルベルク大学とボン大学に学ぶ。
数年間ドイツ皇帝家のある王子の後見教育役を務めた後、志願兵として普仏戦争に従軍した。1885年にはベルリン大学教授（現代史）となり、また1884年から1890年までドイツ帝国議会議員を務めた。第一次世界大戦終結後にはベルサイユ会議のドイツ代表団の一員となった。ベルリンで死去。

## 業績
- デルブリュックの著作は主に戦争術の歴史に関するもので、その主著と目されるのは『Geschichte der Kriegskunst im Rahmen der politischen Geschichte』（政治史の枠組における戦争術の歴史。全4巻、1920年に第3版刊行）である。他の著作には『Die Perserkriege und die Burgunderkriege』（ペルシア戦争とブルグント戦争、1887年）、『Die Strategie des Perikles erläutert durch die Strategie Friedrichs des Grossen』（フリードリヒ大王の戦略に見るペリクレスの戦略、1890年）、『Das Leben des Feldmarschalls Grafen Neithardt von Gneisenau』（伯爵グナイゼナウ元帥の生涯、1894年）がある。
- デルブリュックは現代軍事史家の草分けのひとりである。その研究手法は、古代史料への批判的な検討、人口学、経済学など周辺学問の利用による分析の深化、時代間の比較による軍事機構の進歩の追跡というものであった。
- 古代戦に関する彼の結論は、それまでの説を一新するものであった。デルブリュックは、古代の軍に関する数字が各種の文献において大きく誇張されていること、そしてほとんどの文献の記述に反して、戦闘の勝者は通常敗者よりも兵力が大きかったことを示した。また史上きわめて有名ないくつかの戦闘（マラトン、ガウガメラ、ザマなど）についてまったく新しい見解を述べた。彼の説では、諸蛮族に対するローマ軍の優位性は規律や高度な戦術よりも、むしろ兵站上の支援にあったとしている。つまりローマ軍は非常に大きな軍を戦場に送り維持することができたが、これが諸蛮族にはまねできなかったというのである。
- 中世の戦争に関するデルブリュックの説にはもう少し異論が多い。彼は騎士（乗馬して個別に戦う戦士）と騎兵（乗馬して整然と戦う部隊）とを区別し、中世の戦士は個別に戦うだけで、他と協力して戦術的な意義のある部隊を形成できなかったとしている。しかしこの説は後の学者たち、特にVerbruggenから反論を受けている。
- 近世の戦争に関するデルブリュックの説には、クラウゼヴィッツの影響が見られる。彼は戦争において可能な戦略を（限定的な）「消耗戦略」（Ermattungsstrategie）と（徹底的な）「殲滅戦略」（Niederwerfungsstrategie）の2つに分けた（クラウゼヴィッツは限定戦争と全面戦争に分けた）。そしてどちらを選ぶかは兵力の相対比較のほか、政治的・経済的な制約要因によるとした。彼はこの分析手法をフリードリヒ大王の諸戦争にあてはめ、フリードリヒのプロイセンは兵力の劣勢から、消耗戦（限定戦争）の戦略を取ったと結論した。しかしこの時代の戦争に対する検討ではスペインの諸戦争をまったく扱っておらず、この点で不満が残るものである。
- デルブリュックはまた、第一次世界大戦における自国の戦略に非常に批判的であった。ドイツは東部戦線での勝利を目指し、西部戦線では小さな目標をいくつか取って講和を求めたほうがずっとよかったはずだと語った。これはデルブリュックがかねて述べていた、軍事的な動きと政治的な動きとを統合すべきだという一般原則の実例である。
- 全般としてデルブリュックの仕事は、軍事史を一般の歴史の枠組みの中でとらえようとしたものである。彼は戦争を、さまざまな社会の文化的特徴のひとつであり、経済、政治のシステムに影響を受けながら段階的に進歩していくものとした。
- デルブリュックの著作はかなり長い間（1975年まで）英語に翻訳されることがなく、ために英語圏の専門軍事理論家の間では、たとえばクラウゼヴィッツほどの高い評価を得るに至っていない。

### 訳・研究
- 『戦略論大系　12 デルブリュック』戦略研究学会編、小堤盾訳・解説、芙蓉書房出版、2008年
『政治史的枠組みの中における戦争術の歴史』抄訳、『モルトケ』全訳、『ルーデンドルフの自画像』抄訳